# 텐도 (래퍼)
텐도(2002년 8월 27일 ~)는 대한민국의 래퍼다. 2020년 EP《Retronet》으로 데뷔했다.

## 방송
- 쇼미더머니 9 (2020) - 2차 예선 탈락
- 고등래퍼 4 (2021) - Top24(24위)

## 음반
| 발매일 | 앨범         | 가수명 |
| ------ | ------------ | ------ |
| 2020   | 《Retronet》 | 텐도   |
| 2020   | 《idk》      | 텐도   |
| 2021   | 《유출금지》 | 텐도   |